# Calectasia hispida
Calectasia hispida là một loài thực vật có hoa trong họ Dasypogonaceae. Loài này được R.L.Barrett & K.W.Dixon mô tả khoa học đầu tiên năm 2001.